# كايلي مينوغ
كايلي مينوغ (بالإنجليزية: Kylie Minogue)‏‏(مواليد 28 مايو 1968) هي فنانة بوب أسترالية تشتهر بموسيقى البوب الراقصة. تعتبر أحد أهم رموز الفن في العالم خصوصا المملكة المتحدة وأستراليا.
أصدرت كايلي خلال مسيرتها عدداً من الألبومات ابتداءً بألبوم كايلي (1988) الذي أصدر صيف 1988 وتصدر المركز الأول في المملكة المتحدة التي احتضنت كايلي منذ بداياتها ورحبت بأغنيتها الأولى «آي شود بي سو لكي» توالت بعدها الإصدارات الأغنية تلو الأغنية واحتفظت كايلي ببريقها حتى صدور ألبومها فيفر (2001) أنجح ألبوماتها عالمياً على الإطلاق ولم يصدر لكايلي أي ألبوم يفوق نجاحه خصوصاً بوجود الأغنية «كانت غيت يو آوت أوف ماي هيد» التي وضعت كايلي على قمة موسيقى البوب. حاولت مينوغ بعدها أن تقدم عملاً يضاهي نجاح فيفر بنفس المعايير التي اعتمدتها فيه فأصدرت بودي لانغويج (2003) مع أغنية «سلو» ولكن مع هذا لم يصل الألبوم إلى القمة بل حقق نجاحاً عادياً ومتواضعاً مقارنة بـفيفر.
بدأت مينوغ جولة غنائية تحتفي بها بمشوارها الفني الطويل في 2005 لكنها أوقفتها بسبب إصابتها بمرض سرطان الثدي. شفيت مينوغ من المرض في 2006 وعاودت الغناء في جولتها الفنية. أصدرت مينوغ منذ شفائها عدة مشاريع بينها أربعة ألبومات رئيسية هي إكس (2007)، أفرودايتي (2010) وكيس مي ونس (2014) و غولدن (2018) بالإضافة إلى ألبوم مخصص لأعياد الميلاد بعنوان كايلي كريسمس (2015). رغم أن نجاح هذه الألبومات كان عادياً إلا أن كايلي عوضت ذلك بجولات فنية عالية التكلفة في 2008 و2011 و2014. في 2008 منحت وسام وزارة الثقافة الفرنسية إضافة إلى رتبة الإمبراطورية البريطانية في 3 يوليو 2008 الذي قدمه لها ولي العهد البريطاني الأمير تشارلز تقديراً لجهود مينوغ في المجال الموسيقي.

## مسيرتها الفنية

### 1988-1993: كايلي ونجاح مبكر

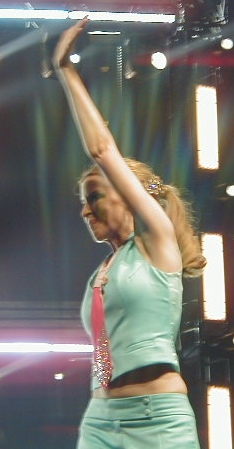
مينوغ في واحدة من أوائل جولاتها الموسيقية

مينوغ كانت محتارة بين مجالين مختلفين، التمثيل والغناء وكان التمثيل له نصيب الأسد في الاختيار فقد كانت تمثل في مسلسلات أسترالية شهيرة بعضها للأطفال وبعضها عائلي أهمها مسلسل «نيبرز» وكانت أختها دانييل أو كما يدعوها العامة في الوقت الحالي «داني» تشارك أختها الكبرى مينوغ التمثيل. أرادت مينوغ أن تجرب موهبتها في الغناء فاتجهت إلى الاستديو حيث تم كتابة كلمات أغنيتها الأولى «آي شود بي سو لكي» في عشرين دقيقة فقط أما التسجيل فلم يستغرق سوى 3 ساعات وهي مدة صغيرة جداً مقارنة بتسجيل الأغاني الأخرى، وحينها كانت مينوغ ضعيفة الجسم متواضعة القامة وهذا ما دعى الملحنون والعاملون في المجال الموسيقي السخرية عليها. الغريب أن شركة PWL كان لها نظرة مستقبلية حيث وقعت عقد مع مينوغ وطرحت أغنيتها التي ما لبثت حتى احتلت المركز الأول في أكثر من 12 دولة أهمها بريطانيا وموطنها أستراليا. توالت بعدها التسجيلات حتى تكوّن ألبوماً كاملاً سمي باسمها كايلي (1988). لم تكتفِ مينوغ بأغنية «آي شود بي سو لكي» لتكون أغنية منفردة بل طرحت أغاني أخرى أبرزها «لوكوموشن» والتي تعتبر أشهر أغاني مينوغ على الإطلاق وأقواها في الولايات المتحدة حيث احتلت المركز الثالث. تعتبر أغنية «لوكوموشن» أول أغاني كايلي حيت قدمتها كتجربة وغنتها إلى معجبي مسلسل «نيبرز» لكنها لم تتوقع أن تكون هذه الأغنية بداية إلى مشوار غنائي. تختلف النسخة التي أدتها مينوغ لجمهور مسلسل «نيبرز» عن النسخة التي أصدرت في الألبوم فقد قام فريق PWL بعمل نسخة محدثة من الأغنية وضمها إلى الألبوم. يذكر أن «لوكوموشن» هي في الأساس أغنية شعبية قديمة قدمت في الستينات بواسطة فريق يدعى لتل إيفا. اعتزمت كايلي على اكمال مشوارها بأغاني إن لم تكن أفضل من السابق فليست أقل فطرحت أغنية «اسبشلي فور يو» دويتو مع المطرب الأسترالي جيسن دينفن الذي كان يواعد مينوغ وقتها. الأغنية بالطبع احتلت المركز الأول في بريطانيا وبيع منها مليون نسخة كأول أغنية لمينوغ تبيع هذا القدر من النسخ وتلتها في تحقيق هذا القدر من النسخ الضربة «كانت غيت يو آوت أوف ماي هيد». طرحت بعدها مينوغ ألبومها الثاني بعد عام فقط من طرح الألبوم الأول وتحديداً في 9 أكتوبر 1989 بعنوان إنجوي يورسلف (1989) نتج منه أغنيتان احتلتا المركز الأول في بريطانيا هما «هاند أون يور هارت» و«تيرز أون ماي بيلو». توالت بعدها إصدارات كايلي مع فريق PWL ريذم أوف لوف (1990) الذي ماتزال كايلي تغني أغانيه حتى هذا اليوم ولتس غيت تو إت (1991) الذي لم يكن نجاحه مرضياً مما دعى كايلي إلى ترك التعامل مع الفريق وتتويج مسيرتها معهم بألبوم غريتست هيتس (1992) الذي احتل المركز الأول.

#### 1993-1998: كايلي مينوغ وإمبوسيبل برنسيس[15][16]
كان توقيع مينوغ مع ديكونستروكشيون ريكوردس في عام 1993 مرحلة جديدة في حياتها المهنية. استخدمت كايلي لوناً داكناً في ألبوميها اللاحقين كايلي مينوغ (1994) وامبوسيبل برينسس (1998) الذين طرحا بواسطة ديكونستركشن. تم إصدار ألبومها الخامس كايلي مينوغ في سبتمبر 1994 وبيع بشكل جيد في أوروبا وأستراليا. تم إنتاجها من قبل منتجي الموسيقى الرقص الإخوة في إيقاع، وهما ديف سيمان وستيف أندرسون، الذي كان قد أنتجت فيينر فيلنغس، آخر مرة واحدة لها مع بول. واعتبارا من عام 2015، واصل أندرسون المخرج الموسيقي مينوغ. الأغنية الأولى، "كونفيد إن مي"، أمضت أربعة أسابيع في المركز الأول على قائمة الفردي الأسترالي. في المرتبة الثانية من ألبوم "بت يورسلف إن ماي بليس" و"وير از ذا فيلينج؟"، وصلت إلى العشرين الأوائل على قائمة الفردي في المملكة المتحدة، في حين بلغ الألبوم ذروته في المركز الرابع على ألبوم ألبومات المملكة المتحدة، في نهاية المطاف بيع 250,000 نسخة. في هذه المرحلة، كانت لكايلي رغبة أن تنفصل عن فريق PWL لكي يكون لها نمط غنائي جديد وقد نجحت في الوصول إلى هذا الهدف عن طريق ألبوم كايلي مينوغ (1994)، لكن ألبوم امبوسيبل برينسس يعد أقل ألبومات كايلي نجاحاً على الإطلاق على الرغم من حصوله على إعجاب النقاد.

#### 2000-2005: ظاهرة فنية
وقعت مينوغ عقداً مع شركة بارلوفون وهو الذي قلب مسيرتها رأساً على عقب حيث أنتجت أغاني بوب احتلت القوائم حول العالم ليس فقط في بريطانيا بل في العالم أجمع. لايت ييرز (2000)، أول ألبومات مينوغ مع الشركة، كان نقلة نوعية وأفضل عودة لمينوغ طرح في 25 سبتمبر 2000 سبقه تعاون مينوغ للمرة الأولى مع النجمة الأمريكية باولا عبدول عضوة لجنة التحكيم في البرنامج الأمريكي الشهير أمريكان آيدول حيث قامت بكتابة أغنية «سبيننق أراوند» التي اعتلت القائمتين البريطانية والأسترالية إضافة إلى النيوزلندية. طرحت مينوغ بعدها أغان أخرى أولها «أون أ نايت لايك ذيس» التي اعتلت المركز الأول في موطن مينوغ لأسبوعين هذا وقد تم اختيار هذه الأغنية لتكون عنوان الجولة الموسيقية التي أقامتها كايلي حول أوروبا في 2001 كما اختيرت لتكون عنوان إعلان لمصلحة شركة بيبسي للمشروبات الغازية تم عرضه على الشاشات البريطانية والعالمية. تعاملت مينوغ مع الفنان البريطاني روبي ويليامز في أغنية بعنوان «كيدز» وهي الأغنية التي أدتها في مينوغ في أكثر من مناسبة بينها حفل توزيع جوائز إم تي في الأوربية الذي أقيم عام 2000 حيث التقت مينوغ بنجمة البوب مادونا التي عبرت عن إعجابها بمينوغ وارتدت ملابس كتب عليها بخط كبير «كايلي مينوغ» لتعبر عن محبتها لهذه الفنانة. لم يكن أحد يتوقع أن تطرح مينوغ أعمالاً تفوق هذا الألبوم فكانت المفاجأة بألبوم فيفر (2001) الذي يعد أكثر ألبومات كايلي نجاحاً ومبيعاً. طرحت منه أغنية «كانت غيت يو أوت أوف ماي هيد» التي احتلت المركز الأول في أكثر من 20 دولة حول العالم. أبرزت هذه الأغنية مدى الإتقان والعبقرية من ناحية الإخراج، الأداء واللحن حسب الكثير من النقاد. طرحت مينوغ ثلاث أغان مصورة أخرى تتضمن مشاهد مبتكرة لم يعهد لأحد من فناني البوب القيام بها فقد تم تصميم ملابس خاصة من دور عرض مختلفة كـدولشي وغابانا معظمها مصنوع من مادة بولي فينيل كلوريد. الأغاني المصورة تضمنت «لوف آت فيرست سايت»، «إن يور آيز» و«كوم إنتو ماي وورلد» والأخيرة تضمنت مشاهد مبتكرة لمينوغ بحيث تم تكرير جسد مينوغ أكثر من مرة في المشهد الواحد وهو من إخراج المخرج الفرنسي الشهير مايكل غوندري وهذا ما جعل الأغنية تكسب أول جائزة غرامي في حياتها الفنية. بعد كل هذا النجاح الذي تلقته مينوغ لم تلبث حتى أصدرت ألبومها التاسع في مسيرتها بعنوان بودي لانغويج (2003) تصدرته الأغنية «سلو» التي لم تكن بمستوى الأغاني الأخرى من فيفر ولكنها تصدرت قوائم الأغاني حول العالم أهمها بريطانيا وأستراليا - موطن مينوغ - ولكن مع هذا فشلت مينوغ في تثبيت النجاح الذي حصدته في أمريكا بعد ألبوم Fever ولم تحصل "Slow" سوى على المركز 91 في قائمة البيلبورد الأمريكية. طرحت مينوغ بعدها أغنيتان فقط من الألبوم الأولى "Red Blooded Woman" التي حصلت على نجاح كبير خصوصاً في محطات التلفزة خصوصاً أن الأغنية المصورة تميزت بالتجديد حيث لم يسبق لمينوغ التصوير مع المخرج الذي كانت تعاملاته معظمها مع الفنانة السمراء بيوسي. "Chocolate" كانت آخر أغنية مصورة من الألبوم ونجاحها أقل من نجاح الأغنيتين السابقتين. طرحت مينوغ ثاني ألبوم أجمل أغاني في مسيرتها الفنية بعد ألبوم Greatest Hits في 1992 وقد أصدرت الألبوم الآخر في 2004 بعنوان Ultimate Kylie تصدر مراكز متقدمة في القوائم المختلفة أهمها بريطانيا حيث وصل المركز 4 هناك والمركز 5 في أستراليا و2 في اليابان ولم يصل سوى إلى الركز 115 في أمريكا بمبيعات لم تصل سوى إلى 30 ألف نسخة. طرحت مينوغ مع الألبوم DVD تضمن معظم الأغاني المصورة التي أنتجتها مينوغ خلال مسيرتها. كما تم طرح أغنيتين مصورتين من الألبوم لاقتا بعض النجاح هما "I Believe In You" و"Giving You Up" قبل أن تصاب مينوغ بالسرطان في 2005 مما دعاها إلى إلغاء جولاتها الموسيقية والتوقف لمدة.

#### 2005-2016: معاناة وعودة

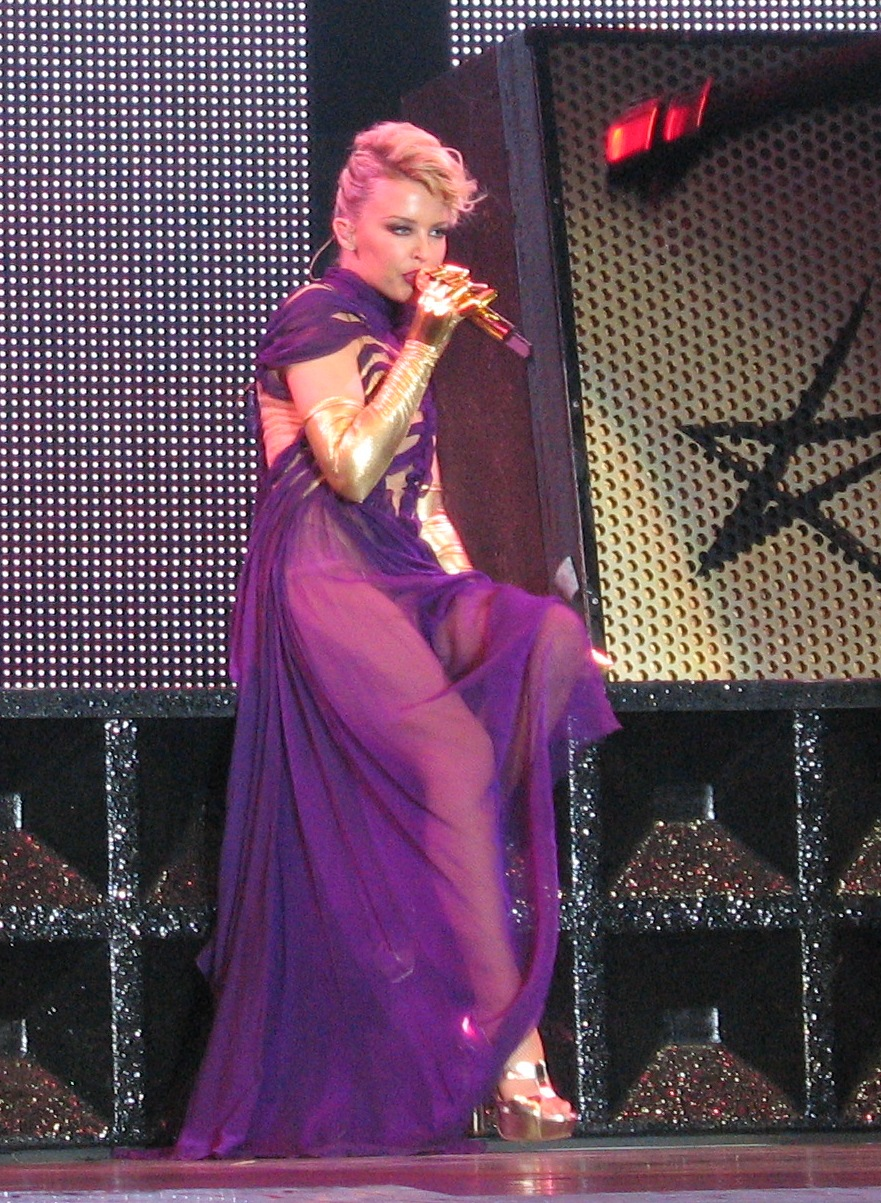
مينوغ في جولتها الموسيقية في العاصمة البلغارية

في منتصف جولة شوغيرل عام 2005 أصيبت مينوغ بالسرطان مما دعاها إلى توقيف ماتبقى من الجولة (اقرأ قسم حياتها الخاصة.) واصلت كايلي هذه الجولة بنسخة محدثة بعد شفائها من المرض نهاية 2006. ومن ثم في أكتوبر 2007 طرحت مينوغ الأغنية «2 هارتس» التي كانت الأغنية المنفردة الأساسية من ألبومها العاشر - ألبوم العودة - إكس (2007) الذي طرح في نوفمبر 2007 وحقق بعض النجاح في أستراليا وبريطانيا. طرح الألبوم في أمريكا متأخراً عن باقي العالم في بداية 2008 لكنه لم يحقق أي نجاح مع أن مينوغ طرحت أغنية مخصصة للولايات المتحدة بعنوان «أول آي سي».
على المستوى العربي، أقامت مينوغ في نوفمبر 2008 حفلاً كبيرة في جزيرة النخلة في دبي مقابل مبلغ كبير من المال قدر حوالي 4 ملايين دولار للغناء لمدة ساعة واحدة وهو مخصص لافتتاح فندق اتلانتس ويحضره كوكبة ضخمة من الأمراء ورجال الأعمال. كما أقامت في اليوم التالي حفلاً آخر مخصص للعامة في فيستيفال سيتي. التذاكر تم عرضها للبيع ابتداءً من 24 سبتمبر 2008. وبحسب الإحصائيات، يعد الأجر الذي تقاضته مينوغ لقاء غناء 60 دقيقة فقط في فندق أتلانتس هو أعلى أجر في التاريخ الفني على الإطلاق وذلك مقارنة بمدة الوصلة الغنائية، ربما تكون بعض المطربات قد تقاضوا مبالغ مساوية أو أكبر ولكن لقاء غناء مدة طويلة وليس ساعة واحدة فقط. لم تكتفي مينوغ بحفلة دبي في العالم العربي بل قامت بإقامة حفل آخر ضمن مهرجان موازين في المغرب في مايو 2009 الحفل الذي اعتبرته بعض الصحافة المغربية مخزياً بسبب ملابس مينوغ على الرغم من نجاحه جماهيرياً. في 2010 أقامت مينوغ حفلاً آخراً في العالم العربي تحديداً في مصر ذهب ريعه إلى أحد المستشفيات وقامت أحد المجلات الناطقة بالإنجليزية برعاية الحفل إضافة إلى قنوات إم بي سي. وقد حضر الحفل مجموعة من أهم المشاهير العرب كهيفاء وهبي، منى زكي، عمر الشريف، أحمد حلمي، رزان مغربي، وجاد شويري.
في 1 ديسمبر2008 طرحت مينوغ أغنية عبارة عن تعاون مع فرقة الروك البريطانية الأكثر مبيعاً كولدبلاي بعنوان «لونا» بمناسبة يوم الإيدز العالمي. إضافة إلى جولة كايلي إكس 2008 التي زارت خلالها كايلي مجموعة كبيرة من البلاد حول العالم قامت كايلي بالعديد من النشاطات المتنوعة مثل الترويج إلى مجوهرات «توس» الإسبانية حيث أصبحت وجهها الإعلامي. في سبتمبر 2009 قامت كايلي بجولتها الأمريكية الأولى على الإطلاق بعد سلسلة من التأجيلات خلال الأعوام السابقة وهي الجولة التي استقبلها معجبينها هناك بشكل جعلها تعاود الكرة مرة أخرى في 2011. جولة فور يو فور مي التي أقامتها مينوغ في الولايات المتحدة كانت عبارة عن نسخة محدثة من كل من جولتيها السابقتين كايلي إكس 2008 وشوغيرل.
أصدرت مينوغ ألبومها الحادي عشر أفرودايتي (2010) في صيف 2010 مستخدمة آلهة الحب كنمط للألبوم بما في ذلك صورة الغلاف والصور الترويجية بل الجولة الموسيقية المخصصة للألبوم. شهد الألبوم تحسن كبير لكايلي في اللوائح الموسيقية حول العالم مقارنة بألبومها السابق ففي الولايات المتحدة احتل الألبوم المركز 19 وهو أعلى مركز تحققه مينوغ هناك منذ ألبومها فيفر (2001) الذي احتل المركز الثالث. لم تكتف كايلي بهذا الإنجاز بل أنها أحرزت تسجيلاً تاريخياً عندما احتل الألبوم المركز الأول في المملكة المتحدة مما جعل كايلي الفنانة الوحيدة والأولى على الإطلاق التي تحصل على ألبوم في المركز الأول في 4 عقود متتالية: عقد 1980، عقد 1990، عقد 2000، عقد 2010. بدأت مينوغ في فبراير 2011 جولتها الموسيقية أفرودايتي لي فولي التي وعدت مينوغ أن تكون حفلة غير عادية حيث تم تصميم منصة غالية الثمن وتكنلوجيا عالية فقد اتفقت مينوغ مع الشركة التي صنعت ألعاب عالم ديزني المائية على أن تصنع نوافير في الحفل. كما اتفقت كايلي مع دار أزياء دولتشي آند غبانا على أن تقوم بتصميم أزياء للراقصين ولها ملهمة بأفروديت كما صممت ريش ضخم لبسه أحد الراقصين لكي تطير على ظهره خلال الحفل وهي تؤدي أغنية «كلوسر» من ألبومها الأخير أفرودايتي (2010). وصلت الحفلة إلى معظم أقطار العالم بما في ذلك أفريقيا وقد تم عرضها وليوم واحد في سينمات المملكة المتحدة في 19 يونيو 2011 إضافة إلى عرض التلفاز على قناة Sky 1 بتقنيتين مختلفتين هما 3D وHD.
قامت مينوغ في عام 2012 بالاحتفاء بمرور 25 عاماً على بداية مسيرتها الفنية منذ أن أصدرت أغنية «لوكوموشن» عام 1987. خلال عام كامل، قامت مينوغ في تاريخ 25 من كل شهر بنشر مفاجأة لمعجبيها على مواقع التواصل الاجتماعي كان بينها أغنية «تايمبوم» وأغاني ألبوم آبي رود سشنز الذي أصدر في أكتوبر من نفس العام. يذكر أن هذا الألبوم تم تسجيه عام 2011 في استديوهات آبي رود الشهيرة في لندن وهي التي سجل فيها فريقالبيتلز ألبومهم آبي رود عام 1969. احتوى ألبوم مينوغ على باقة من أغانيها التي عرفت بها خلال مسيرتها ولكن بأسلوب أوبرالي جديد بعيد عن الإيقاعات الحديثة. قامت مينوغ في مطلع العام 2013 بتوقع عقداً مع شركة روك نيشن لصاحبها جي زي لتولي مهام إدارة أعمالها وذلك بعد أن انفصلت عن مدير أعمالها السابق تيري بليمي والذي رافقها لأكثر من 25 عاماً. تحت الإدارة الجديدة، لم تصدر مينوغ سوى ألبوماً واحداً تحت عنوان كيس مي ونس في 2014 وأغنية منفردة سبقت الألبوم بعنوان «سكيرت» في صيف 2013. لم تكن كايلي راضية عن هذه الإدارة واختياراتها الموسيقية في الألبوم، فقامت بفسخ عقدها معهم في 2015 وأصدرت عدد من الأغاني المنفردة مع الملحن الشهير فرناندو قاريبي والذي عرف بأعماله مع ليدي غاغا. قامت مينوغ أيضاً بتسجيل ألبوماً حمل عنوان كايلي كريسمس للاحتفال بأعياد الميلاد الخاصة بالعام 2015، وقد احتوى هذا الألبوم على أغاني كلاسيكية لفرانك سيناترا وغيره من الفنانين إضافة إلى أغاني جديدة تم تأليفها لمينوغ.

#### 2017-الوقت الحاضر: استمرارية
في 2017، سجلت مينوغ عدة أعمال لصالح أفلام سينمائية بعد أن وقعت عقداً موسيقياً مع شركة BMG لإنتاج وتوزيع أعمالها القادمة. ضمن هذه الأعمال، قدمت مينوغ أغنية "Music's Too Sad Without You" مع الفنان البريطاني جاك سافروتي للفيلم البريطاني Halal Daddy، وقد أعلنت لاحقاً أن هذه الأغنية ستكون ضمن باقة من أعمال ألبومها القادم بعنوان Golden. طرحت مينوغ أول أغنية منفردة رسمية للترويج لهذا الألبوم، الذي يعد ألبومها الرابع عشر، بعنوان "Dancing" في 19 يناير 2018، كما قدمت ألبومها للطلب المبكر وتبادلت مع معجبيها صورة الغلاف. تعتبر مينوغ هذا الألبوم أكثر قرباً لها من باقي أعمالها، فقد شاركت في كتابة كل أغانيه وبحسب تعبيرها، هذا الألبوم يصوّر حياتها وتجربتها الخاصة خلال فترة العمل على الألبوم. تمت عملية التسجيل وكتابة أغاني الألبوم في عدة مدن عالمية على رأسها مدينة ناشفيل (تينيسي) المعروفة بالأغاني الريفية. لهذا يُلاحظ في أغنية "Dancing" تأثرها الواضح بالإيقاعات الريفية مع محافظتها على اللون الراقص الذي عُرفت به مينوغ منذ بدايتها. حصل الألبوم على المركز الأول في كل من المملكة المتحدة وأستراليا واعتبره البعض عودة لمينوغ التي استغلت هذا النجاح بإقامة جولة أسمتها على اسم الألبوم زارت دول أوروبية وأستراليا.
أحيت مينوغ في صيف 2019 حفلاً في مهرجان غلاستونبوري كان من المفترض أن تحييه في 2005 لكنه ألغي بسبب تداعيات إصابتها بمرض سرطان الثدي. شكل هذا الحفل لحظة مهمة في مسيرة مينوغ لتأثيره المعنوي ولبلوغ عدد مشاهديه 3.9 مليون مشاهد على محطة BBC، وهو العدد الأكبر لأي حفل في المهرجان منذ بدايته. تزامناً مع هذا الحفل، طرحت مينوغ ألبوماً عنوانه Step Back in Time: The Definitive Collection يحوي مختارات من أفضل ما غنت من مسيرتها الفنية. انشغلت مينوغ حينها بتسجيل ألبوم جديد يتبع Golden والذي طرحته في نوفمبر 2020 بعنوان Disco. مثل الألبوم السابق، قامت مينوغ بالمشاركة في كتابة وتلحين جميع أغنيات الألبوم، وبحسب عدة لقاءات، صرحت أنها اضطرت لشراء ستوديو منزلي خاص وهندسة بعض أغانيها بنفسها بعد أن تعلمت برنامج يسمى لوجيك وذلك بسبب جائحة كورونا. احتل الألبوم أيضاً المركز الأول في بلادها أستراليا وفي المملكة المتحدة، وفي الأخيرة تنافست مينوغ مع فرقة تسمى ليتل ميكس لكن مبيعاتها فاقت مبيعات ألبومهم بفارق 5000 نسخة ما جعلها تصبح المغنية الأنثى الأولى التي حققت المركز الأول في سباق ألبومات المملكة المتحدة في 5 عقود متتابعة: الثمانينيات، التسعينيات، عقد 2000، عقد 2010، وأخيراً عقد 2020. تأثر الألبوم كثيراً بموسيقى الديسكو وقد كان لجائحة كورونا والحالة النفسية السائدة في أغلب البلدان بسبب أوامر البقاء في المنزل أثراً على كلمات هذا الألبوم الذي أرادت مينوغ أن يهرب المستمع من الواقع من خلاله. روجت مينوغ للألبوم عن طريق الأغنيتين "Say Something" و "Magic" اللتان طرحتها في يوليو وسبتمبر قبل طرح الألبوم بالكامل في 6 نوفمبر، كما أقامت حفلاً عن بعد في اليوم التالي من طرح الألبوم.

## حياتها الخاصة

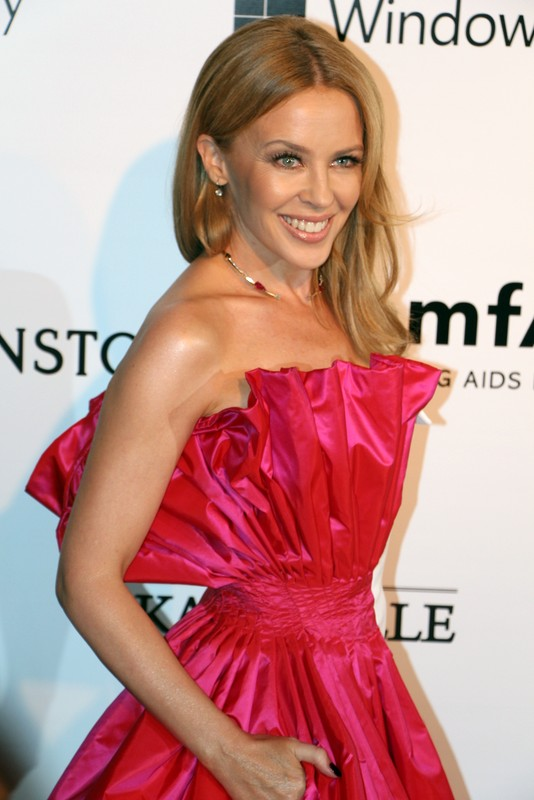
كايلي مينوغ في البرازيل

في منتصف العام 2005 أصيبت مينوغ بسرطان الثدي بعد كشوفات مبكرة. حسب وكالة رويترز فقد احتشدت أستراليا بكافة فئات مجتمعها بدءاً من رئيس الوزراء إلى العاملين في البرامج الموسيقية الإذاعية إلى فتيات المدارس أمام منزل مينوغ في محنتها وأخذوا يدعون لها وهي تستعد لدخول المستشفى في معركتها مع سرطان الثدي، ودعا ستيف براكس حاكم ولاية فيكتوريا وسائل الاعلام والأستراليين المحتشدين امام منزل كايلي لاحترام خصوصياتها.
نشرت كل الصحف الأسترالية الكبرى في صدر صفحاتها الأولى قصة معركة كايلي مع السرطان وصوراً التقطت لها على مدار ثلاثة عقود من مشوارها الفني الذي بدأته وهي طفلة وخصصت صحيفة هيرالد صن التي تصدر في مدينة ملبورن الجنوبية التي ولدت فيها كايلي ثماني صفحات لهذه القصة وقالت صحيفة الديلي تليغراف الصادرة في سيدني «نتذكرك يا كايلي في دعائنا» ووصفت نجمة الغناء الأسترالية بأنها «بنت الجيران التي كبرت لتغزوا العالم» وأعلنت شركة Parlophone المروجة لأعمال مينوغ أنها مصابة بسرطان الثدي وألغت جولتها الغنائية أستراليا وآسيا. وكانت كايلي ستقدم حفلات في سنغافورة وهونغ كونغ قبل أن تعود إلى مقرها في العاصمة البريطانية لندن بعد تقديم مجموعة من الحفلات في أستراليا.
أعربت كايلي التي كانت ستبدأ حفلاتها الغنائية عن أسفها لأنها خيبت آمال معجبيها. وقالت في بيان «رغم ذلك آمل أن يسير كل شيء على ما يرام وأعود إليكم قريبا.» وذكرت شركة فرونتيار تورينج مروجة جولة كايلي الغنائية في أستراليا أن الأطباء شخصوا حالتها بأنها «مصابة بسرطان الثدي في مرحلة مبكرة» وأن التشخيص حدث أثناء زيارتها لأسرتها في ملبورن. وقالت الشركة في بيان «ستخضع لعلاج فوري وبناء على هذا لن يمكن أن تمضي جولتها الأسترالية كما خطط لها.». وصرح جون هاوارد رئيس الوزراء الأسترالي بأن كل الأستراليين صدموا وحزنوا من النبأ الذي جاء تذكرة بأن مرض السرطان يمكن أن يصيب أي شخص بغض النظر عن السن.
وقبل أن تخضع مينوغ لجراحة استئصال الورم ألقت كلمة مؤثرة قائلة: «أقدم شكري الحار للعدد الهائل من الأشخاص الذين بعثوا برسائل حب ومساندة خلال اليومين الماضيين وأريد أن أطمئنكم بأنني أحظى برعاية جيدة». أجرت مينوغ العملية في مستشفى كابريني بملبورن. ووقف بجوار مينوغ والداها وصديقها الممثل الفرنسي أوليفر مارتينيز. بينما أخوها بريندان في منزل العائلة أما شقيقتها الصغرى داني فقد عادت من لندن من أجلها. وقالت مينوغ «إن أوليفر بجانبي وهناك الكثير من أفراد الأسرة والأصدقاء حولي وأود أن أقدم تمنياتي الحارة بالشفاء لكل النساء في أنحاء أستراليا وأنحاء العالم ممن يعانين من المرض نفسه».
من جانبه دعا جون هاوارد رئيس وزراء أستراليا نساء بلاده إلى أخذ العبرة من مينوغ والبدء في عمل فحوص دورية بشأن السرطان. وبعد وقوف كل هؤلاء إلى جانب مينوغ أجرت جراحة ناجحة لاستئصال الورم حيث قال الطبيب جيني سنيور الذي أجرى العملية «حالتها المعنوية مرتفعة وتشعر انها في حالة طيبة.»  وبعد 7 أشهر فقط من إجراء العملية والجلسات العلاجية الكيميائية شفيت مينوغ من المرض حيث كانت آخر جلسة لها في 18 ديسمبر 2005 وذكر التقرير أن أحد فحوص الأشعة التي أجريت لها أظهرت أنه لم يعد هناك أي خلاياً سرطانية في جسدها. بعد العلاج من المرض استراحت مينوغ فترة في باريس إلى جانب أوليفر حيث يقطن بعدها بدأت مرة أخرى للعمل ابتداءً من الجولة الموسيقية التي أقامتها في بريطانيا وأستراليا.

## أغاني مصورة
- يستعرض هذا الجزء الأغاني المصورة الرسمية التي طرحتها كايلي مينوغ مع وصف لمشاهد كل أغنية من هذه الأغاني إضافة إلى قائمة بأسماء الأغاني المصورة وبعض الصور التي تدعم الوصف

كايلي في المشهد ذو الشعر الناعم والفستان الأسود

"لوكوموشن" أقوى أغنية لكايلي في أمريكا حتى الوقت الحاضر

احتلت "غوت تو بي سيرتن" المركز الأول في أستراليا لأسابيع

### من ألبومكايلي
- «آي شود بي سو لوكي»: في الأغنية المصورة لـ«آي شود بي سو لوكي» تظهر مينوغ بحلة فرحة وطفولية نوعاً ما ومع هذا كان نجاح الفيديو ساحق في المملكة المتحدة حيث اقتحمت كايلي السوق لأسابيع عدة. يحتوي الفيديو على مشاهد لكايلي بالشعر المجعد كما اعتاد عليها الجمهور في بداية مشوارها هذا إضافة إلى الشعر الناعم ذو الغرة حيث ترقص كايلي بالفستان الأسود والخلفية السوداء التي كتب عليها "I Luv You" أي "I Love You". تم تصوير الفيديو في استديوهات "Channel 7" بواسطة المخرج الأسترالي Chris Langman في عام 1987 وتم التصوير في مدينة ملبورن مسقط رأس مينوغ. في المملكة المتحدة، تم عرض الفيديو في شهر يناير لعام 1988. من المعروف أن كايلي كانت تسمى بـ"girl-next-door" أي الفتاة التي تخاف كل شيء ولا تستطيع مواجهة الصعاب وهو لقب أطلقته والدة مينوغ خلال الفترة الأولى من دخول مينوغ إلى الفن. يمكن الحصول على الأغنية المصورة لـ«آي شود بي سو لوكي» في عدة إصدارات من نوع VHS وDVD مثل Kylie: The Videos في 1988 وUltimate Kylie في 2005.
- «لوكوموشن»: تم تصوير فيديو كليب أغنية «لوكوموشن» أو «ذا لوكو-موشن» في استديوهات قنوات ABC أحد أشهر القنوات الأسترالية على الإطلاق كما تم تصوير بعض المشاهد في أحد مطارات ملبورن اسمه Essendon Airport. قامت مينوغ بالاستعانة مرة أخرى بالمخرج Chris Langham في فيديو «لوكوموشن» كما قامت في معظم الأغاني المصورة الأخرى. تم عرض الأغنية في معظم دول العالم أهمها المملكة المتحدة، الولايات المتحدة، أستراليا، ألمانيا ومعظم دول أوروبا كما عرضت في كندا حيث تم ترشيحها هناك إلى نيل جائزة أفضل أغنية منفردة في الجوائز الكندية الموسيقية العالمية لكنها لم تفز. في الأغنية المصورة لـ«لوكوموشن» يظهر أخ الفنانة كايلي مينوغ برندان مينوغ لأول مرة في مسيرة كايلي مرتدياً سترة وبنطال جينز في نهاية الفيديو وقد تلى ظهوره في الفيديو ظهور أخت مينوغ داني في فيديو العام 1990 «وات دو آي هاف تو دو». تم الاعتماد على نفس التقنيات التي اعتمدتها مينوغ في الفيديو الأول حيث تم إلصاق مينوغ على بعض الخلفيات الملونة لتتناسب مع كلمات الأغنية أما المشاهد الأخرى فتظهر في بعضها مينوغ وكأنها تسجل في الاستديو هذا إضافة إلى مشاهد المطار حيث تظهر وكأنها تخرج من الطائرة مع مجموعة كبيرة من الكومبارس ثم يدخلون إلى المطار هذا إضافة إلى مشاهد الرقص مع إحدى الفرق الراقصة.
- «غوت تو بي سيرتن»: تم تحميض الأغنية المصورة لـ«غوت تو بي سيرتن» في شهر أبريل لعام 1988 ومن ثم طرح في شهر مايو أي بعد شهر واحد فقط من تحميض الفيديو ثم تم نشره بعد ذلك في معظم وسائل الإعلام الأسترالية والبريطانية. التصوير تم في أرجاء مدينة ملبورن مسقط رأس كايلي مينوغ حيث ظهرت مينوغ بطلة جميلة ليست مختلفة عن سابقاتها بما فيها من عفوية وفرح حيث ارتدت مينوغ ملابس مختلفة متناسبة مع أوضاع كل مكان تصور فيه. أول طلة ظهرت بها مينوغ مرتدية فستاناً وردياً أما مكان التصوير فقد كان في استديو وكانت تمثل وكأنها سيدة مشهورة وحبيبها يصورها صوراً فوتوغرافية أما المشهد الثاني فهو في أحد المطاعم حيث ترقص مينوغ مع فرقة حيث كانوا يرتدون ملابس عادية تتناسب مع أوضاع الناس الذي يرتادون هذه المطاعم أما المشهد الثالث فتبدو مينوغ مرتدية فستاناً أسود اللون وجذاب بشعرها المجعد وقد تم استخدام هذا المشهد وحده فقط في إنتاج فيديو كليب آخر للأغنية لا يحوي سوى ذلك المشهد أما المشهد الأخير من الفيديو فتبدو مينوغ في مدينة الألعاب. تم إخراج الفيديو بواسطة Chris Langman كسابقيه وقد احتفظت كايلي أيضاً بمظهر "girl-next-door". يمكن الحصول على الفيديو في مختلف الـDVD التي طرحت بواسطة كايلي مثل Ultimate Kylie في 2005 وGreatest Hits في 2003 كما ظهر في VHS الخاص بالألبوم تحت اسم Kylie: The Videos.
- «آي ستيل لوف يو»: تسمى هذه الأغنية أيضاً أو غالباً باسم "Je Ne Sais Pas Pourquoi" أي «لا أدري لماذا» بالفرنسية كما تسمى في الولايات المتحدة وأستراليا باسم "I Still Love You Je Ne Sais Pas Pourquoi". يجهل أين قامت مينوغ بتصوير هذه الأغنية ولكن المخرج الذي أخرجها هو ذاته المخرج Chris Langman الذي قام بإخراج أعمال مينوغ السابقة «آي شود بي سو لوكي»، «لوكوموشن» و«غوت تو بي سيرتن» كما احتفظت مينوغ بدور "girl-next-door" وكانت لا تزال تخاف المجال الفني في تلك الفترة أيضاً. تم استخدام مؤثرات حديثة في الفيديو حيث تم جعل صورة مينوغ ملونة وصورة حبيبها بالأبيض والأسود. يتميز الفيديو بأسلوب الخمسينات ويبدأ بمشهد تمثيلي من مينوغ عندما تسأل أحد السيدات عن الزمن تحت نزول المطر ويبدو أن تلك السيدة تتقن اللغة الفرنسية ليس الإنجليزية حيث كانت بالكاد تعرف الإجابة على سؤال مينوغ بالإنجليزية. في المشهد التالي تذهب مينوغ إلى أحد المقاهي لاحتساء القهوة وتظهر بفستان مخملي أزرق اللون وكأن انتظار الحبيب أتعبها حيث لا تتوقف عن مراقبة الساعة والغناء ثم تخيل نفسها ترقص بملابس غجرية مع حبيبها. يمكن الحصول على الفيديو في دي في دي كايلي الذي أصدر بعنوان Ulitmate Kylie عام 2005.
- «إتس نو سيكرت»: تم صنع هذه الأغنية لكي تكون ضربة في الولايات المتحدة كآخر فيديو من ألبوم كايلي الأول لكنها في المقابل طرحت في الدول الأخرى مثل نيوزيلندا واليابان وأستراليا وكندا كما كانت كايلي محتارة في طرحها في جميع أرجاء العالم لكن تم تقديم أغنية «هاند أون يور هارت» عليها حيث تم استخدام صور من فيديو «إتس نو سيكرت» في غلاف تلك الأغنية التي كانت الضربة الأولى من ألبوم إنجوي يورسلف. على أي حال، تم إخراج الأغنية أيضاً بواسطة المخرج Chris Langman في أماكن تصوير متعددة وتميزت بالطابع الريفي. يبدأ الفيديو بمينوغ وكأنها في أحد الملاهي الليلية حيث تعمل كنادلة فيه وكأن لها حبيب لا يهتم سوى بأخذ أموال مينوغ التي تحصلها من عملها ثم يذهب لخيانتها مع بنات المرقص في المقابل يتحرش بها بعض الصبية الذي يرتادون المكان أما حبيبها فلا يفعل شيئاً إزاء التحرش. المشهد الثاني يظهر مينوغ تغادر بالقطار ثم تظهر بعدها كايلي في عدة مشاهد ريفية وهي تتذكر خسة ونذالة حبيبها وتحاول نسيان كل شيء حصل في المدينة لكن لا فائدة. قامت مينوغ بغناء الأغنية في عدة برامج مثل «مباشرة في هيبودروم» الذي كان يعرض في المملكة المتحدة في الثمانينات إضافة إلى بعض برامج شبكة إم تي في الأمريكية. لا يمكن الحصول على فيديو كليب أغنية «إتس نو سيكرت» في دي في دي Ultimate Kylie لكن في المقابل تم طرحه في عدد من أقراص الدي في دي الأخرى خصوصا عام 2003 هذا إضافة إلى ظهروه في VHS الخاص بالألبوم.

### من ألبومإنجوي يورسلف
- «إسبشلي فور يو»: أعادت «إسبشلي فور يو» نجاح مينوغ الهائل في المملكة المتحدة بعد أغنيتها «آي شود بي سو لوكي» حيث استطاعت الوصول إلى القمة خلال شهر من إصدارها واستمرت ثلاثة أسابيع في القمة واعتبرت أكثر أغاني كايلي مينوغ مبيعاً بأكثر من مليون نسخة وأشهر أغانيها عالمياً حتى أصدرت أغنية «كانت غيت يو آوت أوف ماي هيد» في 2001 وحطمت كل الأرقام القياسية التي سجلتها مينوغ في مسيرتها الفنية الحافلة بالإنجازات. ومع أن الأغنية هي في الأساس للمطرب جيسن دونافون وكايلي ليست بمجرد دخيلة على الأغنية إلا أنها كثيراً ما تؤرخ باسم مينوغ وربما يعود السبب إلى كون جيسن قد اختفى عن الأضواء لسنوات طويلة بينما لم تختف مينوغ أبداً خلال السنوات الأخيرة كما أن الأغنية تم ضمها إلى النسخة الأمريكية كـ«بونوس تراك» من ألبوم إنجوي يورسلف في اللاحق هذا
- «هاند أون يور هارت»: يتميز فيديو أغنية «هاند أون يور هارت» بالألوان السعيدة الفرحة حيث صنعت الأغنية لكي تكون أول ضربة من ألبوم مينوغ الثاني إنجوي يورسلف، من إخراج المخرج كريس لانغمان الذي احتكر معظم أعمال كايلي مينوغ الأولى. ارتدت كايلي في الأغنية معظم أثواب بتصميم واحد لكن بألوان مختلفة هي أصفر وأحمر وبداخلها قلب. تم إصدار نسخة بديلة من الأغنية في البداية لكنها لم تذاع سوى بالتلفزيون البريطاني الرسمي مرات عدة ولم يتم إعادة بث تلك النسخة بعدها حيث ظلت النسخة النهائية هي الأساسية والتي تم استخدامها في جميع الإصدارات الخاصة بكايلي من DVD وVHS مثل Ultimate Kylie في عام 2005. كان الفيديو أحد أكثر إصدارات مينوغ نجاحاً حيث احتلت القمة في معظم البرامج التلفزيونية إضافة إلى أنها ساعدت الأغنية على احتلال المركز الأول في السباق البريطاني الرسمي.
- «وودنت جينج آ ثينغ»: الأغنية المصورة لـ«وودنت جينج آ ثينغ» تتميز بالبساطة الجميلة التي أدت بالأغنية إلى النجاح النسبي بعد الأغنية الأولى التي طرحت من الألبوم إنجوي يورسلف. احتوت الأغنية على ثلاثة مشاهد رئيسية فقط بألوان فرحة. المشهد الأول من الأغنية يظهر كايلي في استديو ترقص بملابس رسمية جداً حيث تظهر كايلي بفستان مصنوع من اللؤلؤ، بينما المشهد الثاني يظهر كايلي ترقص في نفس الاستديو بملابس رياضية. أما الثالث فهو في حديقة حيث تظهر كايلي بطريقة فرحة ولعوبة مع حبيبها الذي لم تظهره الكاميرا أبداً. اعتمدت كايلي على رقصة معينة خاصة بالاغنية قامت بأداءها في معظم البرامج والحفلات التي ظهرت بها. بسبب أهمية الأغنية، تمت الاستعانة بها في الكثير من إصدارات الـDVD الخاصة بكايلي مثل Ultimate Kylie.
- «نيفر توو ليت»: امتداداً لنجاح الأغان السابقة الصادرة عن ألبوم كايلي الثاني إنجوي يورسلف، تم طرح أغنية «نيفر توو ليت» التي تعتبر أحد أكثر أغاني كايلي تميزاً وقرباً لقلبها خصوصاً وأنها أغنية حبيبها السابق عضو أحد فرق الروك الأسترالية الشهيرة مايكل هتكنس الذي توفي عام 1997، بالطبع فالأغنية المصورة كان لها دور في تميز هذه الأغنية في قلبي كايلي ومايكل، فقد تميزت الأغنية المصورة بالألوان الفرحة والرقصات الجميلة التي أضفت جواً جميلاً على إيقاع الأغنية الذي يجمع بين الحزن والفرح. الفيديو من إخراج المخرج Pete Cornish الذي سبق وأخرج أغاني مصورة كثيرة سابقة لكايلي اشتهرت بها مثل «وودنت جينج آ ثينغ» ولاحقاً لأغنية «تيرز أون ماي بيلو» وقد لاقوا جميعاً الاستحسان من الناس. تم الاستعانة في الأغنية المصورة لـ«نيفر توو ليت» بالعديد من الأنماط كرعاة البقر والجو الباريسي والأمريكي وغير ذلك مما دعى كايلي لارتداء ملابس خاصة بكل مشهد من هذه المشاهد.
- «تيرز أون ماي بيلو»: الأغنية هي عبارة عن إعادة لغناء إحدى الأغاني الكلاسيكية التي طرحت منذ الخمسينات وتحديداً عام 1958 وتعد نسخة كايلي إحدى أجمل النسخ حيث احتلت المركز الأول في المملكة المتحدة والثاني في إيرلندا التي تعد جارة المملكة المتحدة وعادة ما تصدر أغانيها منها، كما أنتشرت الأغنية في دول أخرى مثل الولايات المتحدة التي أصدر فيها كاسيت للأغنية المنفردة. بالطبع فإن الأغنية المصورة كان لها الدور والأثر الكبير في نجاح الأغنية، ليس ذلك فحسب، بل وأسهم أمر آخر في انتشار الأغنية ألا وهو كونها الأغنية الأساسية للفيلم الأول الذي أخذت كايلي بطولته بعنوان The Delinquents. تظهر كايلي في الأغنية المصورة وكأنها تقص قصة الفيلم حيث تقف وتظهر أحداث الفيلم وراءها وقد تم التركيز على المشاهد الرومانسية بين كايلي والبطل ألا وهو الممثل الأمريكي الصاعد ذلك الحين Charlie Schlatter.

### من ألبومريثم أوف لوف
- «بيتر ذا دافل يو نو»: أحد أشهر أغاني مينوغ والتي تعتبر من العلامات التي تدل على مينوغ، «بيتر ذا دافل يو نو» تعتبر أول الأغاني التي صدرت عنها في فترة التسعينات التي تعتبر أحد أقل الفترات نجاحاً بالنسبة لمينوغ مقارنة بالثمانينات التي تعتبر الأنجح ثم الألفينات، ومع هذا فإن هذه الأغنية أعطت كايلي المزيد من الشهرة فهي تسمع بشكل يومي في نادي G-A-Y الليلي حيث يتم تشغيلها في تمام الساعة 12:30 بعد منتصف الليل. الأغنية المصورة دعمت نجاح الأغنية، وهي تعتبر الأغنية الأولى التي احتوت على مشاهد للبالغين ومع هذا فإن البعض يؤرخ أن «كونفايدي إن مي» التي طرحت من ألبوم كايلي مينوغ هي الأولى بسبب فكرتها الساخنة. تبدأ الأغنية بكايلي وهي تركض في الظلام وكأنها خائفة من شيء ما، ثم تبدأ المشاهد الراقصة التي تشكل معظم مدة الأغنية المصورة، كما يتضمن بعض المشاهد مع ممثل من العبيد يدل على أنه حبيب مينوغ في الأغنية التي تطلب منه ألا يغادرها من خلال كلمات الأغنية. تم تسجيل هذه الأغنية مرة أخرى بواسطة فرقة ستبس وذلك بعد نجاح الأغنية المصورة في المملكة المتحدة مما جعلها أغنية تنتقل بين عدة أجيال، فقد تم طرح نسخة ستيبس في نهاية فترة التسعينات بينما طرحت الأصلية بصوت مينوغ في بدايتها.
- «ستيب باك إن تايم»: في الأغنية المصورة لـ«ستيب باك إن تايم» التي تعد ثاني أغنية مصورة من ثالث ألبوم ريثم أوف لوف، تم الاستعانة بأنماط فترة السبعينات وذلك بدا واضحاً من خلال ملابس كايلي والراقصين الذين معها الملونة حيث ترتدي كايلي ريشاً أخضراً كما تم وضع أمور أخرى لها علاقة بشكل أو بآخر بفترة السبعينات مثل كرة الديسكو المضيئة المشهورة بالإضافة إلى الساعة التي تجسد علاقة الأغنية بالوقت حيث تطلب كايلي في الكلمات العودة إلى الوراء في الوقت لتعيش فترة فرقة الأوه جيز التي تشتهر بالأغاني الراقصة والديسكو، كما تم الاستعانة بسيارة حمراء موديل ذلك العام. تم التصوير في مدينة لوس أنجليس الأمريكية كسائر أغاني كايلي وذلك في صيف عام 1990 وتم إصداره في وقت متأخر من نفس العام في القنوات البريطانية حيث أخذت الأغنية نجاح جيد في المملكة المتحدة يشبه نجاح الأغنية الأولى من الألبوم «بيتر ذا دافل يو نو» حيث وصلت المركز الرابع وليس الأول كما حصل مع الأغنية السابقة التي لم تصل سوى إلى المركز الثاني وذلك مع أن كايلي قامت بترويج إعلامي ضخم للألبوم وظهور قوي في المقابلات التلفزيونية خصوصاً البرنامج الشهير «توب أوف ذا بوبس».
- «وات دو آي هاف تو دو»: الأغنية المصورة الثالثة من الألبوم الثالث ريثم أوف لوف، «وات دو آي هاف تو دو»، واحدة من الأغاني المفضلة لدى معجبي كايلي مينوغ، الأغنية تعد تخليد للكوميديان الأمريكي الشهير المتوفى عام 1992 سام كينيسون فهي تأخذ بعض من صوته في موسيقى الأغنية. تم الاستعانة في الأغنية المصورة بعارض أزياء وسيم تم استخدامه عدة مرات في أغاني كايلي مينوغ مثل أغنية «شوكد» لذلك ظهرت شائعات غير صائبة بأن مينوغ تواعده. في الـVHS الذي طرح في عام 1991 بعنوان "Let's Get to the Videos" يظهر فيديو لوراء الكواليس من الأغنية حيث يمكن مشاهدة مينوغ وهي في موقع التصوير الذي هو مجرد استديو تم تعديله ليظهر وكأنه منزل، إضافة إلى بعض المشاهد التي تظهر مينوغ وهي تتدرب لمشهد البركة المائية باستخدام نسخة مسرعة من الأغنية. نظراً للشائعات التي تداولتها الصحافة حول وجود خلافات بين كايلي وأختها الصغرى داني بسبب الغيرة، تعمدت داني مينوغ أن تزور موقع تصوير أغنية «وات دو آي هاف تو دو» وتشجيع مينوغ على أداء حركات معينة وذلك حتى تنفي تلك الأخبار السيئة حولهما.
- «شوكد»: الأغنية الأخيرة لتصدر على صورة أغنية منفردة من الألبوم الثالث لمينوغ وهي أول أغنية تحتوي على مشهد قبلة فمية في مسيرة مينوغ منذ ألبومها الأول كايلي، وذلك حتى تثير الغرائز بعد تراجع مبيعات ألبوماتها مقارنة بما كانت عليه في بداياتها حيث كانت في أوج شهرتها. فكرة الفيديو الخاص بـ«شوكد» بسيطة حيث يبدأ بمينوغ وهي في سيارتها الفخمة التي تقودها امرأة بملابس القرن التاسع عشر وبنمط فرنسي لتظهر مدى الثراء الذي هي عليه، ثم تتوقف عند مكان غريب وتبدأ بتبادل القبلات مع حبيبها الذي يركب معها السيارة في المقاعد الخلفية، لم يتم الاستعانة بهذه المشاهد فقط بل تم إضافة مشاهد لمينوغ وهي ترتدي ملابس استعراضية وردية وترقص بكامل مرونتها على أنغام موسيقى الأغنية إضافة إلى مشاهد أخرى بملابس أخرى أيضاً، كما تم إضافة مغنية هيب-هوب زنجية إلى نسخة الفيديو لإضافة المزيد من التميز عما هي نسخة الألبوم ولجذب المزيد من المستمعين والمعجبين. كما هو الحال مع الأغنية السابقة «وات دو آي هاف تو دو» فقد تم عرض مشاهد ما وراء الكواليس في شريط "Let's Get to the Videos" ويظهر الفيديو مدى المتعة التي تشعر بها مينوغ عند تصوير أغانيها، ويمكن ملاحظة أن عارض الأزياء المستخدم في الأغنية المصورة لـ«شوكد» هو ذاته الذي ظهر في «وات دو آي هاف تو دو». نظراً للشهرة التي حظيت بها هذه الأغنية، قامت مينوغ بإضافتها إلى قائمة أغاني أكثر من جولة موسيقية حيث لها طلب كبير من خلال الجمهور آخر هذه الجولات هي الجولة الشهيرة التي تعد من أشهر جولات كايلي "Showgirl" في النسختين Homecoming والتي سبقتها Greatest Hits. أيضاً يمكن إيجاد هذه الأغنية في بعض إصدارات الفيديو والدي في دي مثل ألتيميت كايلي.

### من ألبوملتس غيت تو إت
- «وورد إز آوت»: تعد أغنية «وورد إز آوت» التي أصدرت كأول أغنية مصورة من ألبوم مينوغ الرابع لتس غيت تو إت نقطة تحول في مسيرة مينوغ، فاللحن الإلكتروني يعد حديث على نمط مينوغ الفني كما أنها المرة الأولى لمينوغ التي لا تتعامل فيها مع الملحنين الثلاثة سواء بل تعاملت مع اثنين فقط هما مايك ستوك وبيت ووترمان بينما اعتذر مات أيتكن عن كتابة أو تلحين الأغنية مع الفريق. الأغنية المصورة تم إخراجها بواسطة المخرج جيمس ليبون في تعامله الأول مع مينوغ والوحيد في مسيرتها الفنية وطرحت في منتصف العام 1991 بعد نجاح جيد للأغنيتين «وات دو آي هاف تو دو» و«شوكد» من ألبومها الثالث ريثم أوف لوف. تم تصوير الأغنية في مواقع تصوير حقيقية بدلاً من الاستديوهات حيث تم التصوير في أحد الأسواق الشعبية في لندن المعروفة باسم كامدن ماركت إشارة إلى اسم الضاحية المعروفة في العاصمة البريطانية. المذيعة الإنجليزية الشهيرة دافينا ماكول المعروفة في الوقت الحالي بتقديم برنامج تلفزيون الواقع بيغ بروذر أخذت موقعها في الأغنية المصورة لـ«وورد إز آوت» حيث كانت أحد الراقصات مع مينوغ وكانت حينها تخطو أول خطواتها في عالم التقديم. سببت الأغنية المصورة بعض الاستعجاب من قبل الإعلام والمعجبين بسبب الملابس التي لا تليق بمينوغ فهي كما وصفها البعض ملابس عاهرة وليس فنانة بعراقة مينوغ.
- «إف يو وير ويذ مي ناو»: لم يكن من المقرر إصدار أغنية «إف يو وير ويذ مي ناو» أبداً على صورة أغنية منفردة مع أنها عبارة عن أغنية مشتركة مع الفنان الأمريكي كيث واشنطن في تعامله الأول مع فنانة أسترالية، ولكن بسبب كثافة البث الإذاعي والشهرة التي حققتها الأغنية في وقت قصير حتى أنها أصبحت أقوى من أغنية «وورد إز آوت» التي تم إعطاءها المزيد من الترويج. أخيراً تم الاتفاق على أن تطرح هذه الأغنية كأغنية منفردة فتم تصويرها ثم طرحها. لم تقم مينوغ بتصوير الأغنية مع كيث واشنطن في نفس موقع التصوير بل قام المخرج بتصوير كل واحد منهما في موقع منفصل ثم تجميع المشاهد، والغريب أن حتى مجرد تسجيل الأغنية كان كل منهما قد سجلها في استديو مختلف، كايلي مينوغ في المملكة المتحدة وكيث واشنطن في الولايات المتحدة، وبهذا لم تلتقي مينوغ بهذا الفنان أبداً مع أنهما سجلا أغنية مشتركة. مشاهد الأغنية المصورة تظهر مينوغ وكأنها ممثلة مشهورة يقوم المصورين بتصويرها في مواقع مختلفة مثل أماكن مهجورة وفي أخرى وهي مرتدية فستان العرس وكأنها في حفل زواجها وكأن الشموع تشاركها حزنها على غياب زوجها الذي تتمنى لو كان معها حسب كلمات الأغنية، إضافة إلى مشاهد أخرى لمينوغ وهي تغني. أما كيث فقد اكتفى بتصوير مشاهد في موقع وهو يغني فقط وكما تم الإشارة سابقاً لم يلتقي مع مينوغ أبداً في الأغنية.
- «غيف مي جست آ ليتل مور تايم»: الأغنية عبارة عن إعادة غناء لأغنية فريق جيرمن أوف ذا بورد بنفس العنوان «غيف مي جست آ ليتل مور تايم» طرحت في بداية فترة السبعينات. تم تصوير الأغنية في موقع واحد فقط وهو عبارة عن مقهى أو بار ذو نمط قديم مناسب لإيقاعات الأغنية من النوع السول أو الآر إن بي، ومن المعروف أن موسيقى الآر إن بي (ريثم آند بلوز) هي عادة ما تكون حصر على السود أو الزنوج، لذلك تم الاستعانة براقصين من السود شاركوا مينوغ رقصتها الغريبة الجديدة بالنسبة لها. تم استخدام ألوان جديدة أيضاً وهي أقرب إلى اللون الترابي. تم تصوير الأغنية بذات المخرج الذي أخرج أغنية مينوغ السابقة مع كيث واشنطن «إف يو وير ويذ مي ناو» وهو المخرج غريج ماسوك. الأغنية تعد الأكثر شهرة من ألبوم كايلي لتس غيت تو إت حيث وصلت المركز الثاني بينما لم تصل «إف يو وير ويذ مي ناو» سوى إلى المركز الرابع لذلك فلم تنضم أي أغنية من أغاني ألبوم لتس غيت تو إت إلى ألبوم ألتيميت كايلي سوى «غيف مي جست آ ليتل مور تايم». على عكس الأغاني الأخرى من الألبوم، تم إعطاء هذه الأغنية حقها في الجولات الموسيقية التي تقيمها كايلي مينوغ خصوصاً جولتها الشهيرة «شوغيرل» في نسختيها غريتست هتس وهومكومنغ حيث أدت مينوغ المقطع «بررر» الذي تردده كثيراً خلال دقائق الأغنية الثلاث. طرحت الأغنية في يناير 1992 على هيئة سيدي وكاسيت وإسطوانة.
- «فاينر فيلنغز»: على الرغم من أنها أحد أكثر الأغاني طلباً من قبل معجبي مينوغ حتى الوقت الحالي، فإنها لم تأخذ أي نوع من الشهرة حين وقت طرحها في أبريل 1992 أي بعد حوالي ثلاثة أشهر من طرح أغنية «غيف مي جست آ ليتل مور تايم» في المملكة المتحدة، حيث حصلت على أقل مركز على الإطلاق في مسيرة مينوغ الفنية على قائمة الأغاني الأسترالية في المركز الستين بينما افتقدت قائمة أفضل عشرة أغاني في المملكة المتحدة بحصولها على المركز الحادي عشر. الأغنية تعتبر بداية للانفصال بين كل من كايلي وفريق التلحين والكتابة ستوك أيتكن وووترمان حيث قامت بطلب إعادة تلحين من قبل فريق بروذرز إن ريثم الذين شاركوا لاحقاً في كتابة وتلحين ألبومات مينوغ إمبوسيبل برينسس (1997) وكايلي مينوغ (1994). الأغنية المصورة لـ«فاينر فيلنغز» تتميز بالألوان الأبيض والأسود عوضاً عن الألوان، تم تصويرها بواسطة المخرج ديف هوغان الذي صور فيما سبق أغنيتين من ألبوم ريثم أوف لوف (1990) هما «وات دو آي هاف تو دو» و«شوكد» وتتميز كل من هذه الأغاني بنقاوة عالية مقارنة بالأغاني المصورة الأخرى التي طرحت بواسطة مينوغ نفسها أو حتى بواسطة المغنين الآخرين ذلك الحين. تتميز الأغنية المصورة الخاصة بـ«فاينر فيلنغز» بالأجواء الرومانسية وطغيان جو فترة 1930 و1940 حيث تم التصوير في مدينة باريس وتظهر مينوغ وكأنها تخاصم حبيبها الذي يطاردها في ضواحي باريس لكنها تطيل في خصامها بسبب عدم مبادلتها المشاعر الجميلة كما تقول في كلمات الأغنية، كما تظهر طفلة صغيرة في بعض مشاهد الأغنية ربما تعني أنها ابنة مينوغ.

### من ألبومغريتست هيتس
- «وات كايند أوف فول»: طرحت أغنية «وات كايند أوف فول (هيرد أول ذات بيفور)» كأول أغنية منفردة من ألبوم مينوغ الأول المخصص لأفضل الأغاني التي طرحتها خلال مسيرتها الفنية غريتست هيتس (1992). حاولت مينوغ في الأغنية إعادة أمجادها ونجاحاتها في أغانيها السابقة مثل «آي شود بي سو لوكي» و«بيتر ذا دافل يو نو» من ألبومي كايلي (1988) وريثم أوف لوف (1990) على التوالي. ربما يعود فشل الأغنية النسبي مقارنة بأغاني مينوغ من ألبوميها الأولين كايلي (1988) وإنجوي يورسلف (1989) إلى أن مينوغ تعاملت مع ملحنين فقط من أصل ثلاثة كانوا يتعاملون معها سابقاً حيث أصبح مايك أيتكن يعتذر كثيراً عن التعامل مع الفريق وبهذا فقدت مينوغ القوة التي تؤهلها لأن تكون صاحبة أغاني ضاربة في المملكة المتحدة وبلدها أستراليا. على عكس الأغاني المصورة السابقة التي صورتها مينوغ، تم تصوير هذه الأغنية باستخدام ألوان فرحة ولم يتم استخدام ألوان بيضاء وسوداء أو ترابية وإكمالاً لمسيرة مينوغ في عالم الإغراء فقد تم القيام بمشاهد مثيرة مقتبسة من فيلم فرنسي شهير بعنوان «آند غود كرييتد وومان» (عربية: وخلق الرب المرأة) الذي قامت الممثلة السبعينية بريجيت باردو بدور البطولة فيه. اقتبست مينوغ من الممثلة المذكورة معظم حركات الإغراء مع عارض أزياء مثير. وصفت مينوغ هذه الأغنية بأنها أحد أقل الأغاني التي تحبها.

### من ألبومكايلي مينوغ
- «كونفايدي إن مي»: كما اعتادت مينوغ في معظم أغانيها المصورة السابقة، تم تصوير هذه الأغنية «كونفايدي إن مي» في مدينة لوس آنجليس الأمريكية، وذلك في أحد الاستديوهات الشهيرة في وسط المدينة. وعلى عكس الأغاني المصورة الأخرى، لم يتم الاستعانة بمواقع أخرى خارجية لتصوير الأغنية بل تم الاكتفاء بالاستديو المغلق فقط. تتميز الأغنية بأسلوب مميز ومثير جداً مقارنة بالأغاني المصورة الأولى لمينوغ حيث تعمدت مينوغ أن تكون جريئة وتخلع ثوب البراءة الذي عرفها به جمهورها في بداياتها، فبدت كايلي غريبة ومثيرة للعجب خصوصاً وأنها تجربتها الأولى في مجال الإغراء. الأغنية المصورة تتميز بالألوان الزاهية حيث تم تغيير إطلالة كايلي لأكثر من ست مرات في الأغنية تماشياً مع الموضة ذلك الحين، وتم الاعتماد على فكرة جديدةً ومبهرة بالنسبة لذلك الحين حيث أطلت كايلي كمروجة لما يسمى بالـ«جنس عبر الهاتف» فقد تم اقتباس هذه الفكرة من الإعلانات المروجة لبعض المنتجات التي تعرض هاتفاً تمكن المستهلك من طلب هذا المنتج ومن ثم ضمان وصوله إلى باب بيته، ومن المعروف أن هذا النوع من الإعلانات كان منتشراً في النصف الأول من التسعينات أي في الوقت نفسه الذي طرحت فيه هذه الأغنية (عام 1994)، وفي الأغنية المصورة تحاول كايلي إثارة الرجال حتى يطلبوها إلى منزلهم. الرقم الذي استخدمته كايلي في الأغنية هو "1-555-Confide". الأغنية كانت لها شهرة واسعة خصوصاً في أوروبا وبعض دول المشرق العربي بسبب استخدامها للآلات العربية. تم إدراج هذه الأغنية ضمن قائمة أغاني Ultimate Kylie الذي أصدر في نهاية 2004.
- «بت يورسلف إن ماي بليس»: قام بإخراج هذه الأغنية المخرج Kier McFarlane في أول تعامل لمينوغ معه، وتعتبر هذه الأغنية المصورة واحدة من أكثر أغاني مينوغ إبداعاً على الإطلاق فهي الوحيدة التي حصلت على جائزة MTV كأفضل أغنية مصورة أسترالية. تم اقتباس فكرة الأغنية من الممثلة المخضرمة جين فوندا وذلك من خلال دورها في فيلم Barbarella الشهير الذي طرح في نفس عام ولادة كايلي أي 1968. تظهر كايلي في الفيديو كرائدة فضاء مثيرة بملابس رجال الفضاء ولكن باللون الوردي ليتناسب مع أنوثة مينوغ. كما حدث في الأغنية السابقة «كونفايدي إن مي» تم التصوير في استديوهات فقط كما تعمدت مينوغ بصورة واضحة جداً تثبيت صورتها الجديدة في أذهان المشاهدين والمعجبين التي تختلف عن صورتها في البداية فهي تتعمد إثارة الغرائز حيث تقوم بخلع السترة فالبنطال وهكذا بصورة بطيئة ومثيرة حيث هذه المرة الأولى التي تقوم بها مينوغ بأداء مشاهد striptease وهو أحد الفنون الجنسية الذي تتعمد فيه الفتاة أو الشاب بخلع ملابسه شيئاً فشيئاً بطريقة مثيرة. في الأغنية المصورة يظهر بعض الرجال على المركبة الفضائية وكأنهم يريدون رؤية مينوغ، لكنها تغلق على أعينهم بالبخار حتى لا يرونها وفي هذا المشهد أيضاً محاولة أخرى للإغراء الغير معتاد من كايلي.

### من ألبومإكس
- «2 هارتس»: تم تصوير فيديو أغنية «2 هارتس» في استديوهات شيبرتون في لندن، المملكة المتحدة وسط جو فرح بعودة مينوغ مجدداً إلى الساحة بواسطة المخرج Dawn Shadforth. بدت مينوغ في حلة تشبه مارلين مونرو بالشعر الأشقر المتعرج خصوصاً في فيلمها الكوميدي Some Like It Hot يبدأ الفيديو بكايلي تغني بحذاء أحمر وأحمر شفاه على البيانو مع فرقتها التي ترتدي ملابس غريبة تماشياً مع لون الأغنية الروك. استلهمت مينوغ فكرة الفيديو من أحد أشهر النوادي الليلية في لندن والذي يسمى BoomBox عندما تسلمت مهام الدي جي خلال أسبوع الموضة.
- «واو»: تم تصوير أغنية «وأو» التي تعد ثاني أغنية منفردة من ألبوم إكس بواسطة المخرجة الأمريكية الزنجية ملينا التي صورت أغاني مصورة لفنانات أخرى ات مثل ليونا لويس وكيري هيلسون وبيونسيه وجنيفر لوبيز وغيرهن. التصوير تم في ولاية لوس أنجليس وتحديداً مدينة كاليفورنيا حيث تقع هوليوود وتم التصوير جنباً إلى جنب مع الأغنية المنفردة الثالثة من إكس «إن ماي آرمز» في الشهر ذاته يناير من عام 2008. تظهر مينوغ في الفيديو في جو فانتازي ملون كثيراً حيث تم الاستعانة بملابس غريبة عجيبة ليناسب جو الموسيقى خصوصاً أن التصوير تم في استديو على شكل ملهى ليلي. تم العرض الأول للألبوم من خلال موقع الشهير بريز هيلتون تاريخ 29 يناير2008 وكان من المقرر عرضه على قناة جانل فور البريطانية لكن تم إلغاء العرض وذلك بتاريخ 30 يناير2008. في موقع يوتوب الشهير، تعد الأغنية المصورة لـ«وأو» ثاني أكثر الفيديوات مشاهدة لمينوغ بعد فيديو «إن ماي آرمز» وكلاهما من ألبوم إكس.
- "إن ماي آرمز": كما الحال مع الأغنية المنفردة الثانية من إكس، تم تصوير أغنية «إن ماي آرمز» التي تعد ثالث أغنية منفردة من ألبوم إكس بعد «2 هارتس» و«وأو» بواسطة المخرجة الأمريكية الزنجية ملينا التي صورت أغاني مصورة لفنانات أخرى ات مثل ليونا لويس وكيري هيلسون وبيونسيه وجنيفر لوبيز وغيرهن. التصوير تم في ولاية لوس أنجليس وتحديداً مدينة كاليفورنيا حيث تقع هوليوود وتم التصوير جنباً إلى جنب مع الأغنية المنفردة الثانية من إكس «وأو» في الشهر ذاته يناير من عام 2008. تظهر مينوغ في الفيديو في جو فانتازي ملون كثيراً حيث تم الاستعانة بملابس غريبة عجيبة مصممة بواسطة المصمم الأسترالي الشهير كسوبي حيث اشتق تصاميمه من جو الثمانينات خصوصاً ذلك الثوب الذي يشبه لوحة الشطرنج المقلمة بالأبيض والأسود وتحمل قبعة غريبة إلى الأمام إضافة إلى نظارة وردية وسوداء ليناسب جو الموسيقى خصوصاً إن لحن الأغنية من نوع أغاني الهاوس. ارتدت مينوغ أيضاً فستاناً ملون غريب من تصميم دولتشي آند غبانا إلى جانب مروحة ضخمة جداً كانت مينوغ تقاوم شدة التيار الخارجة منها. كما حصل في أغنية «وأو»، تم عرض الأغنية المصورة الخاصة بـ«إن ماي آرمز» في الإنترنت أولاً بنفس تاريخ "وأو، 29 يناير2008 تلاها عرض تلفزيوني ضخم.

## الأعمال

### الألبومات
| العام | معلومات                                                         | المراكز في السباقات | المراكز في السباقات | المراكز في السباقات | المراكز في السباقات | المراكز في السباقات | المراكز في السباقات | المراكز في السباقات | المراكز في السباقات | المراكز في السباقات | المبيعات              |
| العام | معلومات                                                         | أستراليا            | بريطانيا            | ألمانيا             | فرنسا               | السويد              | سويسرا              | نيوزيلندا           | أمريكا              | العالم              | المبيعات              |
| ----- | --------------------------------------------------------------- | ------------------- | ------------------- | ------------------- | ------------------- | ------------------- | ------------------- | ------------------- | ------------------- | ------------------- | --------------------- |
| 1988  | Kylie - الإصدار: 4 يوليو، 1988                                  | 2                   | 1                   | 8                   | 10                  | 17                  | 7                   | 1                   | 53                  | —                   | - المبيعات: 6 مليون   |
| 1989  | Enjoy Yourself - الإصدار: 9 أكتوبر، 1989                        | 9                   | 1                   | 33                  | —                   | 22                  | 13                  | 7                   | —                   | —                   | - المبيعات: 4 مليون   |
| 1990  | Rhythm of Love - الإصدار: 12 نوفمبر، 1990                       | 10                  | 9                   | —                   | —                   | 44                  | —                   | 36                  | —                   | —                   | - المبيعات: 1 مليون   |
| 1991  | Let's Get to It - الإصدار: 14 أكتوبر، 1991                      | 13                  | 15                  | —                   | —                   | —                   | —                   | —                   | —                   | —                   | - المبيعات: 0.8 مليون |
| 1994  | Kylie Minogue - الإصدار: 19 سبتمبر، 1994                        | 3                   | 4                   | —                   | —                   | 39                  | 33                  | 37                  | —                   | —                   | - المبيعات: 2 مليون   |
| 1997  | Impossible Princess - الإصدار: 27 أكتوبر، 1997                  | 4                   | 10                  | 78                  | —                   | —                   | —                   | —                   | —                   | —                   | - المبيعات: غير معروف |
| 2000  | Light Years - الإصدار: 25 سبتمبر، 2000                          | 1                   | 2                   | 35                  | 50                  | 25                  | 28                  | 8                   | —                   | —                   | - المبيعات: 3 مليون   |
| 2001  | Fever - الإصدار: 1 أكتوبر، 2001                                 | 1                   | 1                   | 1                   | 21                  | 1                   | 3                   | 3                   | 3                   | 1                   | - المبيعات: 9 مليون   |
| 2003  | Body Language - الإصدار: 17 نوفمبر، 2003                        | 2                   | 6                   | 11                  | 31                  | 20                  | 8                   | 23                  | 42                  | 10                  | - المبيعات: 2 مليون   |
| 2007  | X - الإصدار: 21 نوفمبر، 2007                                    | 1                   | 4                   | 15                  | 19                  | 28                  | 9                   | 38                  | 139                 | 9                   | - المبيعات: 1 مليون   |
| 2010  | Aphrodite - الإصدار: 30 يونيو، 2010                             | 2                   | 1                   | 3                   | 3                   | 9                   | 2                   | 11                  | 19                  | 2                   | - المبيعات: 1 مليون   |
| 2014  | Kiss Me Once - الإصدار: 14 مارس، 2014                           | 1                   | 2                   | 9                   | 10                  | —                   | 8                   | 13                  | 31                  | 3                   | - المبيعات: 1 مليون   |
| 2015  | Kylie Christams - الألبوم الثالث عشر - الإصدار: 13 نوفمبر، 2015 | 7                   | 12                  | 34                  | 76                  | 39                  | 51                  | —                   | 184                 | 30                  |                       |
| 2018  | Golden - الألبوم الرابع عشر - الإصدار: 6 أبريل، 2018            | 1                   | 1                   | 3                   | 33                  | 38                  | 4                   | 16                  | 64                  | 7                   |                       |
| 2020  | Disco - الألبوم الخامس عشر - الإصدار: 6 نوفمبر، 2018            | 1                   | 1                   | 3                   | 8                   | 15                  | 4                   | 9                   | 26                  | 5                   |                       |

### الأغاني المنفردة

#### عقد 1980
| العام | الأغنية                   | الألبوم          | مراكز السباقات | مراكز السباقات | مراكز السباقات | مراكز السباقات | مراكز السباقات | مراكز السباقات | مراكز السباقات | مراكز السباقات | مراكز السباقات | مراكز السباقات | مراكز السباقات | مراكز السباقات | مراكز السباقات | مراكز السباقات | مراكز السباقات | مراكز السباقات |
| العام | الأغنية                   | الألبوم          | أستراليا       | بريطانيا       | إيرلندا        | ألمانيا        | فرنسا          | هولندا         | السويد         | سويسرا         | أمريكا         | أمريكا كلوب    | أمريكا دانس    | كندا           | نيوزيلدا       | اليابان        | أوروبا         | العالم         |
| ----- | ------------------------- | ---------------- | -------------- | -------------- | -------------- | -------------- | -------------- | -------------- | -------------- | -------------- | -------------- | -------------- | -------------- | -------------- | -------------- | -------------- | -------------- | -------------- |
| 1987  | "Locomotion"              | Kylie            | 1              | —              | —              | —              | —              | —              | —              | —              | —              | —              | —              | —              | 8              | —              | —              |                |
| 1987  | "I Should Be So Lucky"    | Kylie            | 1              | 1              | 1              | 1              | 4              | 14             | 12             | 1              | 28             | 10             | —              | 25             | 3              | 1              | 1              | 6              |
| 1988  | "Got to Be Certain"       | Kylie            | 1              | 2              | 4              | 6              | 9              | —              | 21             | 8              | —              | —              | —              | —              | 2              | —              | 3              | —              |
| 1988  | "The Loco-Motion"         | Kylie            | —              | 2              | 1              | 3              | 5              | 6              | 10             | 2              | 3              | 12             | —              | 1              | 8              | 1              | 1              | 9              |
| 1988  | "Je Ne Sais Pas Pourquoi" | Kylie            | 11             | 2              | 2              | 14             | 14             | —              | 22             | 24             | —              | —              | —              | —              | 9              | —              | 8              | —              |
| 1988  | "Especially for You"      | Ten Good Reasons | 2              | 1              | 1              | 10             | 1              | 6              | 12             | 2              | —              | —              | —              | —              | 2              | —              | 1              | —              |
| 1988  | "It's No Secret"          | Kylie            | —              | —              | —              | —              | —              | —              | —              | —              | 37             | —              | —              | 22             | 47             | 4              | —              | —              |
| 1988  | "Turn It into Love"       | Kylie            | —              | —              | —              | —              | —              | —              | —              | —              | —              | —              | —              | —              | —              | 1              | —              | —              |
| 1989  | "Hand on Your Heart"      | Enjoy Yourself   | 4              | 1              | 1              | 17             | 8              | 19             | 17             | 6              | —              | —              | —              | —              | 15             | 2              | 3              | —              |
| 1989  | "Wouldn't Change a Thing" | Enjoy Yourself   | 6              | 2              | —              | 24             | 19             | —              | 26             | 27             | —              | —              | —              | —              | 21             | —              | 11             | —              |
| 1989  | "Never Too Late"          | Enjoy Yourself   | 14             | 4              | 1              | 45             | 26             | 29             | —              | 23             | —              | —              | —              | —              | 27             | —              | 11             | —              |
| 1989  | "Tears On My Pillow"      | Enjoy Yourself   | 20             | —              | —              | —              | —              | —              | —              | —              | —              | —              | —              | —              | —              | —              | —              | —              |

#### عقد 1990
| العام | الأغنية                                             | الألبوم             | أستراليا | بريطانيا | إيرلندا | ألمانيا | فرنسا | هولندا | السويد | سويسرا | أمريكا | أمريكا دانس | كندا | نيوزيلدا | اليابان | أوروبا | العالم |
| ----- | --------------------------------------------------- | ------------------- | -------- | -------- | ------- | ------- | ----- | ------ | ------ | ------ | ------ | ----------- | ---- | -------- | ------- | ------ | ------ |
| 1990  | "Tears On My Pillow"                                | Enjoy Yourself      | —        | 1        | 2       | 31      | —     | 19     | 3      | —      | —      | —           | 35   | 33       | —       | 2      | —      |
| 1990  | "Better the Devil You Know"                         | Rhythm of Love      | 4        | 2        | 4       | 24      | 13    | 22     | 13     | 21     | —      | —           | —    | 27       | —       | 6      | —      |
| 1990  | "Step Back in Time"                                 | Rhythm of Love      | 5        | 4        | 4       | 36      | 23    | 35     | 19     | 29     | —      | —           | —    | 21       | —       | 12     | —      |
| 1991  | "What Do I Have to Do?"                             | Rhythm of Love      | 8        | 6        | 7       | 48      | 50    | —      | —      | —      | —      | —           | —    | —        | —       | —      | —      |
| 1991  | "Shocked"                                           | Rhythm of Love      | 7        | 6        | 2       | —       | 50    | —      | —      | —      | —      | —           | —    | —        | —       | 20     | —      |
| 1991  | "Word Is Out"                                       | Let's Get to It     | 10       | 16       | 8       | —       | 50    | —      | —      | —      | —      | —           | —    | —        | —       | 37     | —      |
| 1991  | "If You Were with Me Now"                           | Let's Get to It     | 23       | 4        | 7       | 61      | —     | —      | —      | —      | —      | —           | —    | —        | —       | 18     | —      |
| 1991  | "Keep on Pumpin' It"                                | سنغل فقط            | —        | 49       | —       | —       | —     | —      | —      | —      | —      | —           | —    | —        | —       | —      | —      |
| 1992  | "Give Me Just a Little More Time"                   | Let's Get to It     | 24       | 2        | 6       | 51      | —     | —      | —      | —      | —      | —           | —    | —        | —       | 9      | —      |
| 1992  | "Finer Feelings"                                    | Let's Get to It     | 60       | 11       | 16      | —       | —     | —      | —      | —      | —      | —           | —    | —        | —       | 45     | —      |
| 1992  | "What Kind of Fool"                                 | Greatest Hits       | 17       | 14       | 22      | 81      | —     | —      | —      | —      | —      | —           | —    | —        | —       | —      | —      |
| 1992  | "Celebration"                                       | Greatest Hits       | 21       | 20       | 11      | —       | —     | —      | —      | —      | —      | —           | —    | —        | —       | —      | —      |
| 1994  | "Confide in Me"                                     | Kylie Minogue       | 1        | 2        | 12      | 50      | 10    | 38     | 10     | 20     | —      | 39          | —    | 1        | 5       | 9      | —      |
| 1994  | "Put Yourself in My Place"                          | Kylie Minogue       | 11       | 11       | —       | 87      | —     | —      | —      | —      | —      | —           | —    | —        | —       | 45     | —      |
| 1995  | "Where Is the Feeling?"                             | Kylie Minogue       | 31       | 16       | —       | —       | —     | —      | —      | —      | —      | —           | —    | —        | —       | —      | —      |
| 1995  | "Where the Wild Roses Grow"                         | Murder Ballads      | 2        | 11       | 6       | 12      | 37    | 9      | 2      | 11     | —      | —           | —    | 11       | —       | 8      | —      |
| 1997  | "Some Kind of Bliss"                                | Impossible Princess | 27       | 22       | —       | —       | —     | —      | —      | —      | —      | —           | —    | 46       | —       | 24     | —      |
| 1997  | "Did It Again"                                      | Impossible Princess | 15       | 14       | —       | —       | —     | —      | —      | —      | —      | —           | —    | —        | —       | 57     | —      |
| 1998  | "Breathe"                                           | Impossible Princess | 23       | 14       | —       | —       | —     | —      | —      | —      | —      | —           | —    | —        | —       | 72     | —      |
| 1998  | "Cowboy Style"                                      | Impossible Princess | 39       | —        | —       | —       | —     | —      | —      | —      | —      | —           | —    | —        | —       | —      | —      |
| 1998  | "GBI: German Bold Italic"                           | Sound Museum        | 50       | 63       | —       | —       | —     | —      | —      | —      | —      | —           | —    | —        | 20      | —      | —      |
| 1999  | "Better the Devil You Know" إعادة إصدار في أستراليا | سنغل فقط            | 59       | —        | —       | —       | —     | —      | —      | —      | —      | —           | —    | —        | —       | —      | —      |

#### عقد 2000
| العام | الأغنية                        | الألبوم        | أستراليا | بريطانيا | إيرلندا | ألمانيا | فرنسا | هولندا | السويد | سويسرا | أمريكا | أمريكا كلوب | أمريكا دانس | كندا | نيوزيلدا | اليابان | أوروبا | لاتفيا | العالم |
| ----- | ------------------------------ | -------------- | -------- | -------- | ------- | ------- | ----- | ------ | ------ | ------ | ------ | ----------- | ----------- | ---- | -------- | ------- | ------ | ------ | ------ |
| 2000  | "Spinning Around"              | Light Years    | 1        | 1        | 4       | 62      | 28    | 30     | 42     | 34     | —      | —           | —           | —    | 2        | —       | 3      | 16     | 17     |
| 2000  | "On a Night like This"         | Light Years    | 1        | 2        | 16      | 72      | 69    | 64     | 31     | 51     | —      | —           | —           | —    | 35       | —       | 10     | 10     | 25     |
| 2000  | "Kids"                         | Light Years    | 14       | 2        | 9       | 47      | —     | 11     | 37     | 35     | —      | —           | —           | —    | 5        | —       | 16     | 10     | 9      |
| 2000  | "Please Stay"                  | Light Years    | 15       | 10       | —       | —       | —     | 69     | 47     | —      | —      | —           | —           | —    | —        | —       | 12     | —      | —      |
| 2001  | "Your Disco Needs You"         | Light Years    | 20       | —        | —       | 31      | 31    | —      | 27     | —      | —      | —           | —           | —    | —        | —       | —      | —      | —      |
| 2001  | "Butterfly"                    | Light Years    | —        | —        | —       | —       | —     | —      | —      | —      | —      | 14          | —           | —    | —        | —       | —      | —      |        |
| 2001  | "Can't Get You out of My Head" | Fever          | 1        | 1        | 1       | 1       | 1     | 1      | 1      | 1      | 7      | 1           | —           | 55   | 1        | 5       | 1      | 1      | 1      |
| 2002  | "In Your Eyes"                 | Fever          | 1        | 3        | 6       | 18      | 24    | 14     | 20     | 8      | —      | —           | —           | 11   | 18       | —       | 1      | 1      | 2      |
| 2002  | "Love at First Sight"          | Fever          | 3        | 2        | 7       | 16      | 33    | 15     | 36     | 22     | 23     | 1           | —           | 5    | 9        | —       | 1      | 1      | 4      |
| 2002  | "Come into My World"           | Fever          | 4        | 8        | 11      | 47      | 78    | 24     | —      | 66     | 91     | 20          | —           | 15   | 20       | —       | 11     | 23     | 15     |
| 2003  | "Slow"                         | Body Language  | 1        | 1        | 5       | 8       | 45    | 8      | 16     | 18     | 91     | 1           | 7           | 6    | 9        | 26      | 1      | 6      | 4      |
| 2004  | "Red Blooded Woman"            | Body Language  | 4        | 5        | 9       | 16      | 33    | 16     | 28     | 15     | —      | 24          | 1           | —    | 19       | —       | 8      | 6      | 5      |
| 2004  | "Chocolate"                    | Body Language  | 14       | 6        | 26      | 43      | 69    | 45     | —      | 53     | —      | —           | —           | —    | —        | 19      | 26     | —      | 30     |
| 2004  | "I Believe in You"             | Ultimate Kylie | 6        | 2        | 9       | 12      | 35    | 10     | 16     | 6      | —      | 3           | 4           | —    | 29       | 8       | 1      | 20     | 4      |
| 2005  | "Giving You Up"                | Ultimate Kylie | 8        | 6        | 20      | 27      | —     | 34     | —      | 40     | —      | —           | —           | —    | —        | —       | 8      | —      | 21     |
| 2005  | "Sometime Samurai"             | Flash          | —        | —        | —       | —       | —     | —      | —      | —      | —      | —           | —           | —    | —        | 6       | —      | —      | —      |
| 2007  | "2 Hearts"                     | X              | 1        | 4        | 12      | 13      | 15    | 31     | 3      | 10     | —      | —           | —           | 60   | 34       | 3       | 5      | 6      | 7      |
| 2008  | "Wow"                          | X              | 11       | 5        | 10      | —       | 15    | 16     | 32     | 59     | —      | —           | 19          | —    | —        | 15      | 18     | 8      | —      |
| 2008  | "In My Arms"                   | X              | 35       | 10       | 15      | 8       | 10    | 20     | 15     | 10     | —      | —           | —           | —    | —        | —       | 8      | 49     | 26     |
| 2008  | "All I See"                    | X              | —        | —        | —       | —       | —     | —      | —      | —      | —      | 3           | 37          | 81   | —        | —       | —      | —      | —      |
| 2008  | "The One"                      | X              | —        | —        | —       | —       | —     | —      | —      | —      | —      | —           | —           | —    | —        | —       | —      | —      | —      |

#### عقد 2010
| العام | الأغنية                                | الألبوم                             | أستراليا | النمسا | كندا | فرنسا | ألمانيا | إيرلندا | نيوزيلندا | إسبانيا | سويسرا | بريطانيا | أمريكا (دانس) |
| ----- | -------------------------------------- | ----------------------------------- | -------- | ------ | ---- | ----- | ------- | ------- | --------- | ------- | ------ | -------- | ------------- |
| 2010  | "All the Lovers"                       | Aphrodite                           | 13       | 5      | 72   | 3     | 10      | 6       | —         | 6       | 6      | 3        | 1             |
| 2010  | "Get Outta My Way"                     | Aphrodite                           | 69       | 61     | —    | 29    | 41      | 33      | —         | 11      | 61     | 12       | 1             |
| 2010  | "Better than Today"                    | Aphrodite                           | 55       | —      | —    | 63    | —       | —       | —         | —       | —      | 32       | 1             |
| 2011  | "Put Your Hands Up (If You Feel Love)" | Aphrodite                           | 50       | 38     | —    | —     | —       | —       | —         | —       | —      | 93       | 1             |
| 2012  | "Timebomb"                             | K25: Time Capsule                   | 12       | 58     | 73   | 46    | 56      | 26      | 33        | 20      | —      | 31       | 1             |
| 2012  | "Flower"                               | The Abbey Road Sessions             | —        | —      | —    | —     | —       | —       | —         | —       | —      | 96       | —             |
| 2014  | "Into the Blue"                        | Kiss Me Once                        | 46       | 37     | —    | 47    | 31      | 9       | —         | 16      | 32     | 12       | 1             |
| 2014  | "I Was Gonna Cancel"                   | Kiss Me Once                        | —        | —      | —    | —     | —       | —       | —         | —       | —      | 59       | 5             |
| 2015  | "Only You"(مع جيمس كوردن)              | Kylie Christmas                     | —        | —      | —    | —     | —       | —       | —         | —       | —      | 104      | —             |
| 2015  | "100 Degrees"(مع داني مينوغ)           | Kylie Christmas                     | —        | —      | —    | —     | —       | —       | —         | —       | —      | —        | —             |
| 2015  | "Every Day's Like Christmas"           | Kylie Christmas                     | —        | —      | —    | —     | —       | —       | —         | —       | —      | —        | —             |
| 2016  | "At Christmas"                         | Kylie Christmas: Snow Queen Edition | —        | —      | —    | —     | —       | —       | —         | —       | —      | —        | —             |
| 2016  | "Wonderful Christmastime" (مع ميكا)    | Kylie Christmas: Snow Queen Edition | —        | —      | —    | —     | —       | —       | —         | —       | —      | —        | —             |
| 2018  | "Dancing"                              | Golden                              | 46       | —      | —    | 23    | 37      | —       | —         | 9       | —      | 47       | 11            |
| 2018  | "Stop Me from Faling"                  | Golden                              | —        | —      | —    | 152   | —       | —       | —         | —       | —      | —        | —             |
| 2020  | "Say Something"                        | Disco                               | —        | —      | —    | —     | —       | —       | —         | —       | —      | 56       | 18            |
| 2020  | "Magic"                                | Disco                               | —        | —      | —    | —     | —       | —       | —         | —       | —      | 53       | 17            |